# さよなら にっぽん
『さよなら にっぽん』は、シンガーソングライターさだまさしの1995年10月25日発表のソロ21枚目のオリジナル・アルバムである。

## 概要
太平洋戦争終戦50周年ということで、戦争に関係する曲が入っている。またこの年に、長崎市に平和祈念のミュージアムを作る「ナガサキピーススフィア貝の火運動」を開始した（2003年4月に「ナガサキピースミュージアム」開館）。

## 解説
1. さよなら にっぽん
ムルロア環礁におけるフランスの水爆実験、地下鉄サリン事件、阪神・淡路大震災といった1995年の時事ニュースにからめて日本の現状に対する憂いを歌う。タイトルはさだの愛してやまない日本の良さが失われていく事に対する不安を逆説的に表現したものである。
「名刺」のカップリング曲としてシングルカットされた。
2. 名刺
サラリーマンの悲哀をコミカルに歌った作品。後にシングルカットされた。
最後はクリスマスソングになっている。
3. ステラ,僕までの地図
ステラという名の女性へ向けて別離後もなお一途に想い続け、彼女が男の元へ戻って来られるように地図として「思い出」を紡ぐ男性の心理を表した曲。
曲紹介の最後には、さだの曲「セロ弾きのゴーシュ」（『風見鶏』収録）とこの曲の共通点を述べている。
4. 烈
宮尾登美子原作の映画『藏』の主題歌。タイトルは主人公の名前である。本アルバムに先行してシングル発売された。
5. 地平線
「烈」のカップリング曲。「烈」の構想を練っている間に気がついたらできていた曲だという。
6. 六日のあやめ
歌詩中の「六日のあやめ」「十日の菊」はそれぞれ5月5日（端午の節句）と9月9日（菊の節句）で使われるはずの花。それから1日遅れているので、いろいろな意味で遅れた女性をさす言葉。
さだは「女性はぼーっとしているほうがかわいいものだ。」とライナーノートで記している。
7. 鳥辺山心中
近松門左衛門の『鳥辺山』と、岡本綺堂の『鳥辺山心中』を元にして作った曲。
化野（あだしの）・鳥辺山を舞台とした心中する女性の内面を歌った曲。最後は『曽根崎心中』序文を使用している。
さだはこの曲以外にも鳥辺山を題材にした曲として「鳥辺野」（『うつろひ』収録）といった曲を作っている。
8. 銀杏散りやまず
辻邦生の同名小説『銀杏散りやまず』がタイトルの由来。
亡くなった、さだの伯父であり、さだの父の親友であった岡本忠に向けた鎮魂曲。
さだの父を中国から日本へ帰国させた経緯や、彼の精霊船を流す様子をさだの父の視点から歌った曲。
さだは「戦争の持つ深く、遠く、悲しい叫びを父は心に秘めていた。戦争を美化するつもりはない。これは最も誤解して欲しくない点である。」とライナーノートに記している。
なお、さだの父と岡本忠については、さだの著書『心の時代』（サンマーク出版）で詳しく述べられている。
9. 兵士の手紙ときよしこの夜
「きよしこの夜」をバックに、旧陸軍特攻隊の兵士が家族に宛てた遺書・手紙をさだが読み語る曲。
この曲は、ピーススフィア運動開始し戦後50年を迎えたさだが、戦争の悲しみと彼らの純粋な家族への愛を後世に伝えるために作った歌である。
ライナーノートには、読まれている手紙の持ち主である各御遺族に対して感謝の辞が記されている。
また、田尾安志のシングル「主人公」（さだまさし詩曲）のカップリング曲「父の手紙ときよしこの夜」（さだがコーラスとして参加）でも同様の手法が用いられている。
10. 青の季節
スイス・チューリッヒ市内のフラウミュンスター聖母寺院にあるマルク・シャガールの5枚のステンドグラスから始まり、「青」に象徴される、世界を廻る水の情景を用いて生生流転の様子を表した曲。1997年に歌手の雪村いづみがカバーしている。
余談ではあるが実在する5枚のステンドグラスの色は全てが青ではなく、聖堂入口から臨んだ場合、左から赤・青・緑・黄・青の順で並んでいる。

## 収録曲
| 全作詞・作曲: さだまさし（特記以外）、全編曲: 渡辺俊幸。 |                                                                      |                        |                        |      |
| #                                                        | タイトル                                                             | 作詞                   | 作曲・編曲             | 時間 |
| 1.                                                       | 「さよなら にっぽん」                                                | さだまさし（特記以外） | さだまさし（特記以外） | 6:08 |
| 2.                                                       | 「名刺」                                                             | さだまさし（特記以外） | さだまさし（特記以外） | 5:01 |
| 3.                                                       | 「ステラ,僕までの地図」                                              | さだまさし（特記以外） | さだまさし（特記以外） | 6:13 |
| 4.                                                       | 「烈」                                                               | さだまさし（特記以外） | さだまさし（特記以外） | 5:29 |
| 5.                                                       | 「地平線」                                                           | さだまさし（特記以外） | さだまさし（特記以外） | 5:49 |
| 6.                                                       | 「六日のあやめ」                                                     | さだまさし（特記以外） | さだまさし（特記以外） | 4:44 |
| 7.                                                       | 「鳥辺山心中」                                                       | さだまさし（特記以外） | さだまさし（特記以外） | 4:35 |
| 8.                                                       | 「銀杏散りやまず」                                                   | さだまさし（特記以外） | さだまさし（特記以外） | 6:45 |
| 9.                                                       | 「兵士の手紙ときよしこの夜」(作詞: Joseph Mohr、作曲: Frannz Gruber) | さだまさし（特記以外） | さだまさし（特記以外） | 6:12 |
| 10.                                                      | 「青の季節」                                                         | さだまさし（特記以外） | さだまさし（特記以外） | 5:02 |
| 合計時間:                                                | 合計時間:                                                            | 55:58                  |                        |      |

## 作詩・作曲・その他
- 下記を除く全曲とも作詩[1]・作曲：さだまさし
  - 「兵士の手紙ときよしこの夜」
    - 作詩：Joseph Mohr、作曲：Frannz Gruber - 「きよしこの夜」
    - 作曲：ドヴォルザーク - エンディング使用曲「家路」（原曲：交響曲第9番『新世界より』第2楽章）

  - 「兵士の手紙ときよしこの夜」協力
    - 知覧特攻平和会館
    - 大橋治男さん・枝 幹二さん・相花信夫さんの各御遺族の皆様

## 主な参加ミュージシャン
- ギター：石川鷹彦
- シンセサイザー：吉田弥生、森本康史
- ピアノ：吉田弥生
- ストリングス：小池弘之Strings (1,3)、篠崎正嗣Strings (4,5,8,9,10)

ほか